# Northeast Canyons and Seamounts Marine National Monument

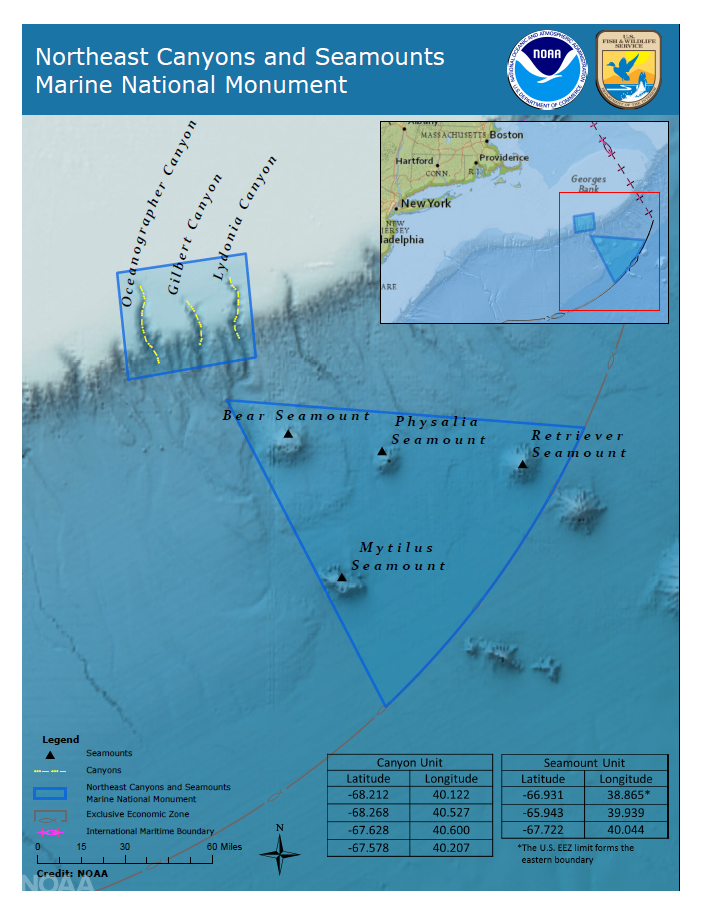
Karte des Northeast Canyons and Seamounts National Monument

Das Northeast Canyons and Seamounts National Monument ist ein US-amerikanisches National Monument im Atlantischen Ozean vor Massachusetts 113 nautische Meilen (rd. 210 Kilometer) südöstlich von Cape Cod. Es wurde durch Präsident Barack Obama durch eine Presidential Proclamation am 15. September 2016 mit einer Flächengröße von 4913 square miles (12.720 km2) ausgewiesen.

## Fakten zum National Monument
Das Northeast Canyons and Seamounts Marine National Monument besteht aus zwei Teilflächen. Der Canyons Unit mit den drei Unterwasser-Canyons Oceanographer, Gilbert und Lydonia mit einer Flächengröße von 941 square miles (2.440 km²). Der Seamounts Unit mit den vier Seamounts (Tiefseebergen) Bear, Mytilus, Physalia und Retriever mit einer Flächengröße von 3972 square miles (10.300 km²). Das Schutzgebiet wurde als Hotspot der biologischen Vielfalt, als Lebensraum für zahlreiche seltene und gefährdete Arten und als wertvoller wissenschaftlicher und historischer Ort ausgewiesen. Das Northeast Canyons and Seamounts Marine National Monument ist das erste und einzige National Monument der USA im Atlantik.

## Verwaltung und Auswirkungen
Das Northeast Canyons and Seamounts National Monument steht unter der Verwaltung vom Innenministerium der Vereinigten Staaten und vom Handelsministerium der Vereinigten Staaten. Die National Oceanic and Atmospheric Administration und der United States Fish and Wildlife Service sollen innerhalb von drei Jahren einen Managementplan für das Gebiet erstellen.
Freizeitfischerei ist innerhalb der Grenzen des Northeast Canyons and Seamounts Marine National Monuments erlaubt. Die Rotkrebs- und Hummerfischerei wird noch sieben Jahre weiter erlaubt, damit diese Fischereiflotten ihre Arbeit umstellen können. Andere kommerzielle Fischereiunternehmen haben 60 Tage nach der Ausweisung des Schutzgebietes Zeit dieses Gebiet zu verlassen.
Die Nutzung des Schutzgebietes für Militär wurde nicht eingeschränkt.
Seit Juni 2024 gibt es einen Final Management Plan and Environmental Assessment der auf der Homepage des U.S. Fish and Wildlife Service abrufbar ist.

## Tierarten

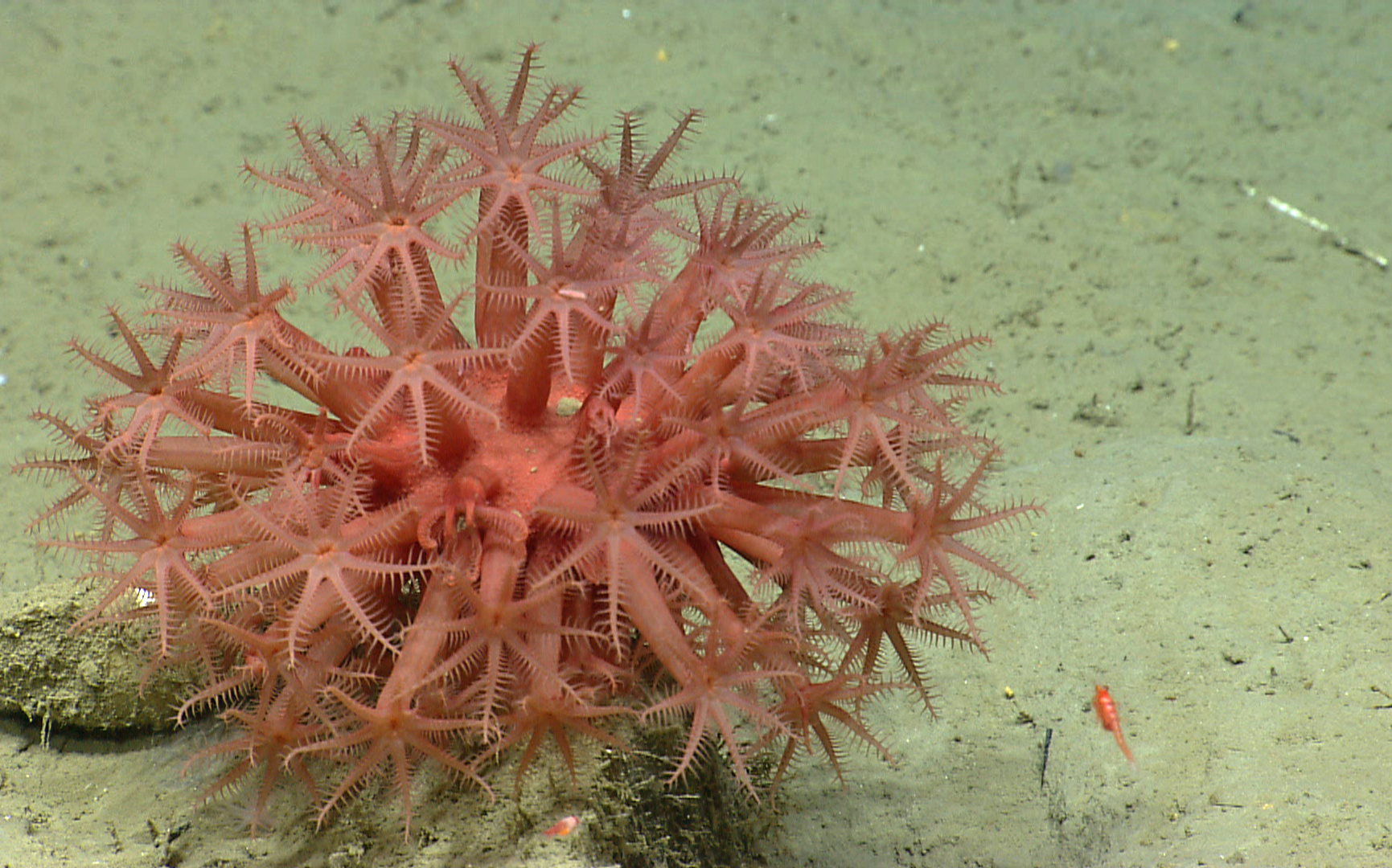
Rote Koralle im National Monument

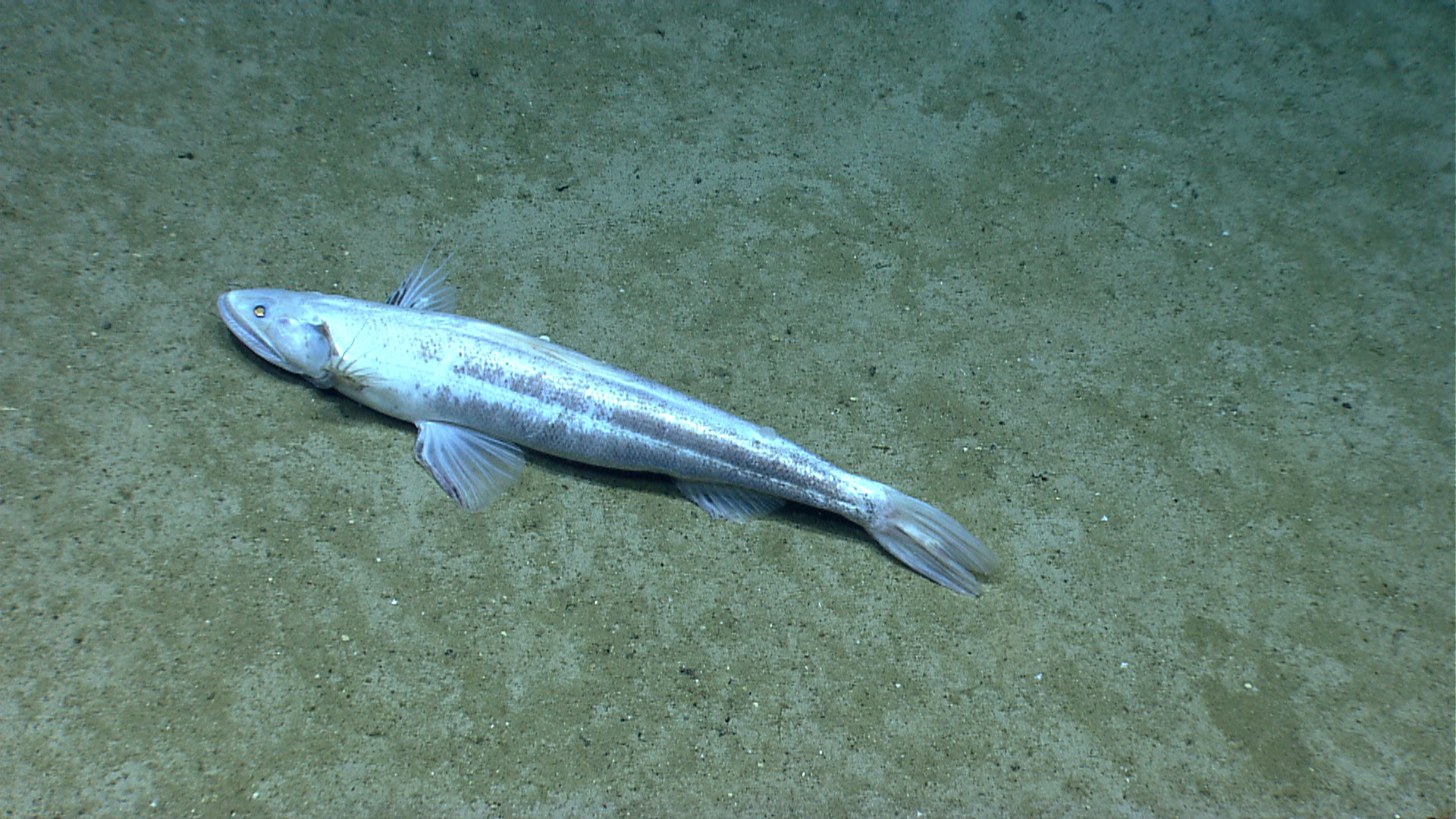
Deep-sea lizard fish im Gebiet

Unter den Meerestierarten im Schutzgebiet befinden sich Rote Tiefseekrabbe, Amerikanischer Hummer, Pottwal, Finnwal, Seiwal und Atlantik-Bastardschildkröte. Es leben dort auch Tiefseekorallen und andere Tiefseearten, die in einer Tiefe von ca. 4.000 Metern leben und sehr empfindlich gegen anthropogene Störungen wie Schleppnetzfischerei und Meeresbodenbergbau bzw. Tiefseebergbau sind.

## Rechtsstreit umNortheast Canyons and Seamounts Marine National Monument
Das Northeast Canyons and Seamounts Marine National Monument schützt nur 40 % der ursprünglich vorgeschlagenen Gebietes. Diese Flächenreduzierung kam auf Grund massiver Widerstände der Fischereiindustrie zu Stande. Die fünf Verbände der kommerziellen Fischerei Massachusetts Lobstermen’s Association, Atlantic Offshore Lobstermen’s Association, Long Island Commercial Fishing Association, Garden State Seafood Association und Rhode Island Fishermen’s Alliance brachten die Ausweisung des Northeast Canyons and Seamounts Marine National Monuments Anfang März 2017 vor den District Court for the District of Columbia. Sie gaben an, dass Präsident Barack Obama nicht das Recht gehabt habe, das National Monument auszuweisen. In einem am 29. März 2017 veröffentlichten Rechtsdokument wurde festgestellt, dass die Fischer keine Beschränkungen für ihre Branche wollen und argumentieren, dass das Northeast-Canyons und Seamounts National Monument ungesetzlich und schädlich für ihre Unternehmen sei.  Am 5. Oktober 2018 entschied ein Richter, dass das Northeast Canyons and Seamounts Marine National Monument dem Gesetz entspreche und wies damit die Klage ab.
Im Dezember 2018 legten die Kläger beim U.S. Court of Appeals for the D.C. Circuit Berufung gegen das Urteil ein. Das US-Justizministerium reichte am 29. Mai 2019 einen Schriftsatz zur Unterstützung des Monuments ein. Das Berufungsgericht bestätigte am 27. Dezember 2019 die Entscheidung des Untergerichts aus denselben Gründen und stellte fest, dass das Bundesgesetz über Denkmäler nicht nur für Land gilt, dass der Ozean in der Tat in die Zuständigkeit der Bundesregierung fällt und dass solche Gebiete nicht auf die „kleinste Fläche“ beschränkt sein müssen, die mit den Schutzzielen vereinbar ist.

## Aufhebung der Fischereibeschränkungen durch Trump und Wiedereinführung durch Biden
Am 5. Juni 2020 unterzeichnete Präsident Donald Trump eine Proklamation zur Aufhebung der Beschränkungen für den kommerziellen Fischfang im Schutzgebiet. Die Proklamation wies darauf hin, dass die Grenzen des Denkmals nicht beeinträchtigt würden. Die Proklamation stellte auch fest, dass „eine angemessen gehandhabte kommerzielle Fischerei die Objekte von wissenschaftlichem und historischem Interesse, die das Denkmal schützt, nicht gefährden würde“, und zitierte, dass viele Fischarten, die als Rechtfertigung für die ursprünglichen Schutzmaßnahmen herangezogen wurden, weit wandernd sind und dass das Magnuson-Stevens-Gesetz sowie andere Bundes- und Landesgesetze ausreichenden Schutz bieten.
Umweltgruppen wie das Natural Resources Defense Council (NRDC) und das Center for Biological Diversity kritisierten die Proklamation. Das NRDC zitierte einen Artikel der Washington Post vom 23. Juli 2018, aus dem hervorging, dass die Mitarbeiter der Trump-Administration absichtlich die Tatsache verschwiegen, dass Fischereifahrzeuge in der Nähe des Denkmals mit den Worten der Regierung „5% oder weniger ihrer jährlichen Anlandungen aus dem Inneren des Denkmals generierten“, was die Begründung der Administration für die Aufhebung der Beschränkungen des kommerziellen Fischfangs untergrub. Der NRDC wies auch darauf hin, dass die eigenen Daten der Regierung zeigten, dass die Einnahmen und die Fangmengen in den betreffenden Fischereien nach der Benennung des Denkmals höher oder gleich waren.
Am 8. Oktober 2021 führte Präsident Joe Biden mit einer Presidential Proclamation die Beschränkungen für den kommerziellen Fischfang im Schutzgebiet wieder ein. Die kommerzielle Fischerei ist im National Monument verboten, wobei die Fischerei auf Rote Tiefseekrabbe und Amerikanischen Hummer bis zum 15. September 2023 erlaubt ist. Die Freizeitfischerei im National Monument darf weiterhin betrieben werden. Bis zum 15. September 2023 sollTE es einen Managementplan geben.